# حارة مسجد النور (صنعاء)

تعديل مصدري - تعديل

حارة مسجد النور هي إحدى حارات حي بير عبيد بمديرية السبعين إحد مديريات العاصمة اليمنية صنعاء، بلغ تعداد سكانها 5554 نسمة حسب تعداد اليمن لعام 2004.